# Cseh Márton
Cseh Márton (Boehm Márton, Böhme Márton) (1562 – ?) a brandenburgi fejedelem főlovászmestere.

## Élete
15 éves korában, 1577-ben Kurtzpach Zsigmond ezredessel Németalföldre ment és mint lovász három évig szolgálta ott urát; azután vele együtt Magyarországra jött és itt Rosel Claudius ezredesnél hét évig mint gyógykovács működött Szentendrén a lovasságnál. Egernél a törökök elfogták és Konstantinápolyba vitték, ahol Musztafa pasánál 15 font lánccal a lábán sáncmunkát végzett és a lovak körül szolgált két évig. Ekkor egy zsidó kiváltotta és a gályára vitte; Afrika partjaihoz közel, onnan úszva menekült meg. törökül és magyarul jól beszélt, így Moldván keresztül Magyarországra jött a fekete német lovassághoz és Kollonics Szigfrid szolgálatába állt. 1587-ben Szikszónál a törökök ellen harcolt. Ezután I. Keresztély szász választófejedelem vette magához, aki többször küldte Magyarországra lovakat vásárolni, urával együtt három hónapot Franciaországban töltött, végül végre a brandenburgi udvarhoz került. Lovak gyógyításával is foglalkozott, de írni, olvasni nem tudott, ezért lediktálta tapasztalatait. Hazai íróink magyarországi nemes származásúnak tartják, ő azonban erről nem tesz említést.

## Munkái
- Ein neu Buch von bervehrten Ross Artzeneyen, darinnen allerhand statliche Experiment und Arzneyen; wie die in Türkeyen, in Ungarn und Niederlanden… zum Hauffen gesamlet und getragen… jetzo zu zwölften mahl mit mehreren Kunststücken verbessert in Druck verfertiget. Leipzig und Franckfurt, 1697.

(Az ajánlásban, mely 1618-ban Berlinben kelt Martin Böhme aláírással, a szerző leírja viszontagságait). Ez a munka magyar nyelven a következő címmel jelent meg: Lovak orvosságos új könyvecskéje. Németből ford. Lőcse, 1656. (Cseh Márton névvel. Újra kinyomtatva 1676. Uo. Pesten 1797. és 1822.)